# Contea di Xifeng
La contea di Xifeng (息烽县S, XīfēngP) è una contea della Cina, situata nella provincia del Guizhou e amministrata dalla prefettura di Guiyang.